# Liste von Komponistinnen
Diese Liste von Komponistinnen enthält bekannte Komponistinnen aus allen Epochen der Musikgeschichte, allerdings finden sie sich in zahlenmäßig weitaus geringerem Umfang als männliche Komponisten. Grundsätzlich begründet sich dieser Unterschied im soziokulturellen Umfeld, das eine berufliche musikalische Ausbildung für Frauen bis in die neuere Zeit nur selten zuließ, auch nicht im Fach „Komposition“. Die systematische Erforschung von Biografien und Werken komponierender Frauen begann im ausgehenden 20. Jahrhundert.

## Liste

### A
- Els Aarne (1917–1995), EE
- Keiko Abe (* 1937), J
- Arooj Aftab (* 1985), PA
- Mary Anne A’Becket (1817–1863), GB
- Rosalina Abejo (1922–1991), RP
- Isabelle Aboulker (* 1938), F
- Harriet Abrams (um 1760–1821), GB
- Rosalie Adams (1927–2001), ZA
- Ella Adaïewsky (1846–1926), R
- Maria Teresa Agnesi (1720–1795), I
- Maria Theresia von Ahlefeldt (1755–1810), D/DK
- Sieglinde Ahrens (* 1936), D
- Elfi Aichinger (* 1961), A
- Luna Alcalay (1928–2012), A
- Vittoria Raffaella Aleotti (1575–nach 1646), I
- Leni Alexander (1924–2005), CHL
- Liana Alexandra (1947–2011), RO
- Firəngiz Əlizadə (* 1947), AZ
- Maria de Alvear (* 1960), E/D
- Berta Alves de Sousa (1906–1997), PT
- Maryanne Amacher (1938–2009), USA
- Amalia von Sachsen (1794–1870), D
- Elisabeth Amandi (* 1950), D
- Anna Amalia Herzogin von Sachsen-Weimar-Eisenach (1739–1807), D
- Anna Amalie, Prinzessin in Preußen (1723–1787), D
- Laura Andel (* 1968), RA/USA
- Laurie Anderson (* 1947), USA
- Elfrida Andrée (1841–1929), S
- Kerry Andrew (* 1978), GB
- Caecilia Andriessen (1931–2019), NL
- Caroline Ansink (* 1959), NL
- Mary Jeanne van Appledorn (1927–2014), USA
- Isabella Arasowa (* 1936), AM
- Chaya Arbel (1921–2006), IL
- Violet Archer (1913–2000), CDN
- Ellen Arkbro (* 1990), S
- Bettina von Arnim (1785–1859), D
- Claude Arrieu (1903–1990), F
- Caterina Assandra (um 1590–nach 1618), I
- Marianne Auenbrugger (1759–1782), A
- Lera Auerbach (* 1973), RUS
- Christine Aufderhaar (* 1972), CH
- May Aufderheide (1888–1972), USA
- Laura Valborg Aulin (1860–1928), S

### B
- Heidi Baader-Nobs (* 1940), CH
- Grażyna Bacewicz (1909–1969), PL
- Maria Bach (1896–1978), A
- Agathe Backer Grøndahl (1847–1907), N
- Lotte Backes (1901–1990), D
- Tekla Bądarzewska (1834–1861), PL
- Elsa Barraine (1910–1999), F
- Françoise Barrière (1944–2019), F
- Cecilia Maria Barthélemon (1769/1770–nach 1840), GB
- Florence Baschet (* 1955), F
- Carola Bauckholt (* 1959), D
- Marion Bauer (1882–1955), USA
- Amy Beach (1867–1944), USA
- Sally Beamish (* 1956), GB
- Janet Beat (* 1937), GB
- Beatriz de Dia (1160–1212), F
- Hortense de Beauharnais (1783–1837), F
- Norma Beecroft (1934–2024), CDN
- Hanna Beekhuis (1889–1980), NL
- Eve Beglarian (* 1958), USA
- Anna Caroline de Belleville (1808–1880), D
- Antonia Bembo (1640–um 1710), I
- Maria Carolina Benda, verheiratete Wolff (1742–1820), Schwester Juliane Reichardts, D
- Josefina Benedetti (* 1953), VEN
- Francine Benoît (1894–1990), PT
- Cathy Berberian (1925–1983), USA
- Lisa Berg (1978–2017), L
- Birke J. Bertelsmeier (* 1981), D
- Louise Bertin (1805–1877), F
- Jeanne Beijerman-Walraven (1878–1969), NL
- Claudia Ulla Binder (* 1959), D
- Renate Birnstein (* 1946), D
- Annesley Black (* 1979), CAN
- Leopoldine Blahetka (1810–1887), D
- Charlotte Blake (1885–1979), USA
- Carla Bley (1936–2023), USA
- Ruth Bodenstein-Hoyme (1924–2006), D
- Sylvie Bodorová (* 1954), CSSR
- Caroline Boissier-Butini (1786–1836), CH
- Michèle Bokanowski (* 1943), F
- Christine Boll (1931–1973), DDR
- Victoria Bond (* 1945), USA
- Anna Bon di Venezia (1739–?), I
- Mélanie Bonis (1858–1937), F
- Henriëtte Bosmans (1895–1952), NL
- Patricia Bosshard (* 1965), CH
- Marianna Bottini (1802–1858), I
- Madeleine Thérèse Marie Boucherit (1879–1960), F
- Lili Boulanger (1893–1918), F
- Nadia Boulanger (1887–1979), F
- Joséphine Boulay (1869–1925), F
- Anne Boyd (* 1946), AUS
- May Hannah Brahe (1884–1956), AUS
- Caroline von Brandenstein (1754–1830), D
- Charlotte Bray (* 1982), GB
- Carolyn Bremer (1957–2018), USA
- Thérèse Brenet (* 1935), F
- Filipina Brzezińska (1800–1886), P
- Dora Bright (1863–1951), GB
- Radie Britain (1899–1994), USA
- Maria Brizzi Giorgi (1775–1822), I
- Ingeborg Bronsart von Schellendorf (1840–1913), D
- Elisabetta Brusa (* 1954), I
- Joanna Bruzdowicz (1943–2021), PL
- Filipina Brzezińska (1800–1886), PL
- Helen Buchholtz (1877–1953), LU
- Barbara Buczek (1940–1993), PL
- Kate Bush (* 1958), GB

### C
- Francesca Caccini (1587–1640), I
- Settimia Caccini (1591–1661), I
- Cai Wenji (177–250), CHN
- Elsa Calcagno (1905–1978), RA
- Marguerite Canal (1890–1978), F
- Édith Canat de Chizy (* 1950), F
- Julie Candeille (1767–1834), F
- Constança Capdeville (1937–1992), PT
- Mercè Capdevila (* 1946), E
- Matilde Capuis (1913–2017), I
- Wendy Carlos (* 1939), USA
- Mary Grant Carmichael (1851–1935), GB
- Carmen Maria Cârneci (* 1957), RO
- Teresa Carrasco (* 1980), E
- Teresa Carreño (1853–1917), VEN
- Sara Carvalho (* 1970), PT
- Martha von Castelberg (1892–1971), CH
- Maddalena Casulana Mezari (um 1540–nach 1586), I
- Layale Chaker (* 1990), F/LIBAN
- Cécile Chaminade (1857–1944), F
- Mireille Chamass-Kyrou (* 1931), F
- Caroline Charrière (1960–2018), CH
- Chin Un-suk (* 1961), ROK
- Maia Ciobanu (* 1952), RO
- Rebecca Clarke (1886–1979), GB
- Adrienne Clostre (1921–2006), F
- Anna Clyne (* 1980), GB
- Gloria Coates (1938–2023), USA
- Maria Rosa Coccia (1759–1833), I
- Dora Cojocaru (* 1963), RO
- Isabella Colbran (1785–1845), E
- Avril Coleridge-Taylor (1903–1988), GB
- Jeanne Colin-De Clerck (* 1924), B
- Alice Coltrane (1937–2007), USA
- Sophia Corri (1775 – nach 1828), GB
- Jean Coulthard (1908–2000), CDN
- Marguerite-Antoinette Couperin (1705–1778), F
- Sylvie Courvoisier (* 1968), CH
- Chiara Margarita Cozzolani (1602–1676/78), I
- Ruth Crawford Seeger (1901–1953), USA
- Marilyn Crispell (* 1947), USA
- Eva Crossman-Hecht (1930–1989), USA
- Chaya Czernowin (* 1957), IL

### D
- Ulla van Daelen (* 1962), D
- Melanie Ruth Daiken (1945–2016), GB
- Nancy Dalberg (1881–1949), DK
- Eleanor Daley (* 1955), CDN
- Cecilia Damström (* 1988), FIN
- Mabel Wheeler Daniels (1877–1971), USA
- Maria Margarethe Danzi (1768–1800), D
- Sarah Davachi (* 1987), CDN
- Maria De Alvear (* 1960), E
- Eva Dell’Acqua (1856–1930), B
- Isabelle Delorme (1900–1991), CDN
- Hélène-Louise Demars (1733–nach 1759), F
- Jeanne Demessieux (1921–1968), F
- Diana Demi
- Kathrin A. Denner (* 1986), D
- Françoise Desfossez (1743–1823), F
- Yvonne Desportes (1907–1993), F
- Alma Deutscher (* 2005), GB
- Mary Dickenson-Auner (1880–1965), IRL
- Emma Lou Diemer (1927–2024), USA
- Fannie Charles Dillon (1881–1947), USA
- Violeta Dinescu (* 1953), RO
- Akua Dixon (Turre) (* 1948), USA
- Lucia Dlugoszewski (1931–2000), USA
- Magdalena von Dobeneck (1808–1891), D
- Johanna Doderer (* 1969), A
- Monica Dominique (* 1940), S
- Annette von Droste-Hülshoff (1797–1848), D
- Madeleine Dring (1923–1977), GB
- Du Yun (* 1977), CN
- Leonora Duarte (1610–1678), NL
- Pauline Duchambge (1776–1858), F
- Josepha Duschek (1754–1824), Böhmen
- Louise Duval (1704–1769), F

### E
- Dorothee Eberhardt (* 1952), D
- Sophie-Carmen Eckhardt-Gramatté (1899–1974), CDN
- Clara Edwards (1887–1974), USA
- Fredrikke Egeberg (1815–1861), N
- Katharine Emily Eggar (1874–1961), GB
- Adelheid Maria Eichner (1762–1787), D
- Martina Eisenreich (* 1981), D
- Eleonora Eksanischwili (1919–2003), GE
- Lilian Elkington (1900–1969), GB
- Rosalind Frances Ellicott (1857–1924), GB
- Susanne Erding (* 1955), D
- Siegrid Ernst (1929–2022), D
- Karólína Eiríksdóttir (* 1951), IS
- Ulrike Ertl (* 1971), A

### F
- Clara Faisst (1872–1948), D
- Margaret Fairlie-Kennedy (1925–2013), USA
- Eibhlis Farrell (* 1953), GB
- Louise Farrenc (1804–1875), F
- Carlotta Ferrari (1831–1907), I
- Beatriz Ferreyra (* 1937), E
- Alexandra Filonenko (* 1972), UA
- Jelena Firsowa (* 1950), RUS
- Salina Fisher (* 1993), NZ
- Tsippi Fleischer (* 1946), ISR
- Jacqueline Fontyn (* 1930), B
- Jennifer Fowler (* 1939), GB
- Erica Fox (* 1936), A
- Eleanor Everest Freer (1864–1942), USA
- Ilse Fromm-Michaels (1888–1986), D
- Judith Frotta (19. Jh.)

### G
- Sophie Gail (1775–1819), F
- Elisabetta de Gambarini (1730–1765), GB
- Elena Gantchikova (* 1967), RUS
- Hamsou Garba (1958–2022), NE
- Évelyne Gayou (* 1952), F
- Ulrike Gehrold (1971–2000), D
- Mary Elaine Gentemann (1909–2008), USA
- Tania Giannouli (* 1977), GR
- Miriam Gideon (1906–1996), USA
- Eliza Gilkyson (* 1950), USA
- Ruth Gipps (1921–1999), GB
- Julie Giroux (* 1961), USA
- Emilia Giuliani-Guglielmi (1813–1850), I/A
- Peggy Glanville-Hicks (1912–1990), AUS
- Sara Glojnarić (* 1991), CRO
- Petronella Göring (1906–1968), A
- Ida Gotkovsky (* 1933), F
- Konstantia Gourzi (* 1962), GR
- Clémence de Grandval (1830–1907), F
- Luise Greger (1861–1944), D
- Lene Grenager (* 1969), N
- Tekla Griebel-Wandall (1866–1940), DK
- Christine Groult (* 1950), F
- Agathe Backer Grøndahl (1847–1907), NOR
- Sofia Asgatowna Gubaidulina (1931–2025), RUS
- Emahoy Tsegué-Maryam Guèbrou (1923–2023), ET

### H
- Ulrike Haage (* 1957), D
- Dorothée Hahne (* 1966), D
- Keiko Harada (* 1968), J
- Emma Hartmann (1807–1851), DK
- Gabriele Hasler (* 1957), D
- Karin Haußmann (* 1962), D
- Sorrel Hays (1941–2020), USA
- Helena (Vinitiana), von Pietro Aron 1545 als Lautenistin und Komponistin genannt
- Barbara Heller (* 1936), D
- Fanny Hensel geborene Mendelssohn (1805–1847), D
- Deborah Henson-Conant (* 1953), USA
- Elisabeth von Herzogenberg (1847–1892), D
- Hildegard von Bingen (1098–1179), D
- Esther Hilsberg (* 1975), D
- Susanne Hinkelbein (* 1953), D
- Marie Hinrichs (1828–1891), D
- Maria Hofer (1894–1977), A
- Adriana Hölszky (* 1953), RO
- Augusta Holmès (1847–1903), F
- Borghild Holmsen (1865–1938), NOR
- Imogen Holst (1907–1984), GB
- Katherine Hoover (1937–2018), USA
- Helen Hopekirk (1856–1945), GB/USA
- Mary Howe (1882–1964), USA
- Dorothy Howell (1898–1982), GB
- Margarete Huber (* 1980), D
- Sonja Huber (* 1980), A
- Charlotte Hug (* 1965), CH
- Aline Hundt (1835–1872), D
- Miriam Hyde (1913–2005), AUS

### I
- Anna Ikramova (* 1966), RUS/D
- Regina Irman (* 1957), CH
- Isabella (Bolognese) (vor 1546), I
- Adina Izarra (* 1959), VEN

### J
- Élisabeth Jacquet de La Guerre (1665–1729), F
- Betty Jackson King (1928–1994), USA
- Marie Jaëll (1846–1925), D/F
- Viera Janárčeková (* 1941), SK/D
- Nathalie Janotha (1856–1932), P
- Johanna Jellici (* 1966), CH
- Betsy Jolas (* 1926), F
- Anne Louise de Jouy Brillon (1744–1824), F
- Jung Eun-shin (* 1976), ROK
- Patricia Jünger (1951–2017), CH/A
- Else Just (1894–1919), D

### K
- Gertraud Kaltenecker (1915–2004), D
- Laura Kaminsky (* 1956), USA
- Yōko Kanno (* 1964), J
- Vítězslava Kaprálová (1915–1940), CSSR
- Eleni Karaindrou (* 1941), GR
- Alexandra Karastoyanova-Hermentin (* 1968), A
- Laura Karpman (* 1959), USA
- Kassia (um 810-um 865), Byzantinisches Reich
- Barbara Kaszuba (* 1983), PL
- Elena Kats-Chernin (* 1957), RUS/AUS
- Denise Kelly (* 1954), IRL
- Hannah Kendall (* 1984), GB
- Frida Kern (1891–1988), A
- Julia Kerr (1898–1965), D
- Erika Kickton (1896–1967), D
- Johanna Kinkel (1810–1858), D
- Juliane Klein (* 1966), D
- Zhivka Klinkova (1924–2002), BUL
- Barbara Kluntz (1661–1730), D
- Malika Kishino (* 1971), J
- Meri von KleinSmid (* 1974), USA
- Amy Knoles (* 1959), USA
- Babette Koblenz (* 1956), D
- Mina Koch (1845–1924), D
- Barbara Kolb (1939–2024), USA
- Sadie Koninsky (1879–1952), USA
- Clara Anna Korn (1866–1940), USA
- Lou Koster (1889–1973), L
- Mathilde Kralik von Meyrswalden (1857–1944), A
- Viola Kramer (* 1960), D
- Katrina Krimsky (* 1938), USA/CH
- Astrid Kruisselbrink (* 1972), NL
- Anne-Marie Krumpholtz (1755–1813), F
- Mayako Kubo (* 1947), J
- Felicitas Kukuck (1914–2001), D
- Hanna Kulenty (* 1961), PL
- Renata Kunkel (* 1954), PL
- Ursula Kurze (* 1963), D
- Elisabeth Kuyper (1877–1953), NL

### L
- Joan La Barbara (* 1947), USA
- Anne La Berge (* 1955), USA
- Sophie Lacaze (* 1963), F
- Nicole Lachartre (1934–1991), F
- Marta Lambertini (1937–2019), ARG
- Eleni Lambiri (ca. 1882–1960), G
- Lam Bun-ching (* 1954), Ch
- Wanda Landowska (1879–1959), P
- Josephine Caroline Lang (1815–1880), D
- Margaret Ruthven Lang (1867–1972), USA
- Adelina de Lara (1872–1961), GB
- Libby Larsen (* 1950), USA
- Cécile Lauru (1881–1959), F
- Anne LeBaron (* 1953), USA
- Luise Adolpha Le Beau (1850–1927), D
- Franziska Lebrun (1756–1791), D
- Nicola LeFanu (* 1947), GB
- Ethel Leginska (1886–1970), GB
- Liza Lehmann (1862–1918), GB
- Helvi Leiviskä (1902–1982), FIN
- Édith Lejet (1941–2024), F
- Tania León (* 1943), C
- Isabella Leonarda (1620–1704), I
- Marina Leonardi (* 1970), I
- Sara Alexandrowna Lewina (1906–1976), RUS
- Helene Liebmann (1795–nach 1859), D
- Liliʻuokalani (1838–1917), Hawaii
- Annea Lockwood (* 1939), Neuseeland
- Kate Loder (1825–1904), GB
- Maddalena Laura Lombardini Sirmen (1745–1818), I
- Ruth Lomon (1930–2017), CDN
- Ivana Loudová (1941–2017), CSSR
- Camille van Lunen (* 1957), NL/F
- Elisabeth Lutyens (1906–1983), GB

### M
- Clara Angela Macirone (1821–1914), GB
- Elizabeth Maconchy (1907–1994), GB
- Adela Maddison (1862–1929), GB
- Ester Mägi (1922–2021), EE
- Alma Mahler-Werfel (1879–1964), A
- Nina Wladimirowna Makarowa (1908–1976), RUS
- Maria Malibran (1808–1836), E
- Ursula Mamlok (1923–2016), D/USA
- Jamie Man (* 1987), GB
- Marcelle de Manziarly (1899–1989), RUS/F
- Myriam Marbe (1931–1997), RO
- Tera de Marez Oyens (1932–1996), NL
- Maria Antonia von Bayern (1724–1780), D
- Giovanna Marini (1937–2024), I
- Cécile Marti (* 1973), CH
- Lilo Martin (1908–1986), D
- Marianna von Martines (1744–1812), A
- Maria de Lourdes Martins (1926–2009), PT
- Elizabeth Masson (1806–1865), Schottland
- Emilie Mayer (1812–1883), D
- Jarmila Mazourová (* 1941), CZ
- Missy Mazzoli (* 1980), USA
- Anne McGinty (* 1945), USA
- Cindy McTee (* 1953), USA
- Mela Meierhans (* 1961), CH
- Yara Mekawei (* 1987), EGY
- Mariola Membrives (* 1978), ES
- Erna Mendelssohn (1885–1943), D
- Sophie Menter (1846–1918), D
- Louise de Mercy-Argenteau (1837–1890), B
- Ruth Wilhelmine Meyer (* 1961), N
- Teresa Milanollo (1827–1904), I
- Sophie Min (* ≈1992), ROK/AUS
- Sarrina Mirschakar (* 1947), TJ
- Elena Mogilevskaya (* 1960), RUS/D
- Meredith Monk (* 1942), USA
- Marguerite Monnot (1903–1961), F
- Hélène de Montgeroult (1764–1836), F
- Jessie Montgomery (* 1981), USA
- Aleida Montijn (1908–1989), D
- Kate Moore (* 1979), AUS
- Ikue Mori (* 1953), J
- Katharina von Mosel (1789–1832), A
- Ann Mounsey (1811–1891), GB
- Colette Mourey (* 1954), F
- Krystyna Moszumańska-Nazar (1924–2008), P
- Maria Anna Mozart (1751–1829), A
- Henriette Müller (* 1961), D
- Johanna Müller-Hermann (1868–1941), A
- Florentine Mulsant (* 1962), F
- Isabel Mundry (* 1963), D
- Helena Munktell (1852–1919), S
- Brigitta Muntendorf (* 1982), D
- Thea Musgrave (* 1928), GB/USA

### N
- Manuela Nägele (* 1967), D
- Onutė Narbutaitė (* 1956), LT
- Maria Francesca Nascinbeni (1658–1674), I
- Sarah Nemtsov (* 1980), D
- Sarah Neufeld (* 1979), CDN
- Andrea Neumann (* 1968), D
- Gabrielle von Neumann-Spallart (1851–1930), A
- Laura Netzel (1839–1927), Schweden
- Olga Neuwirth (* 1968), A
- Elmira Nəzirova (1928–2014), AZ
- Gladys Nordenstrom-Krenek (1924–2016), USA
- Maude Nugent (ca. 1873–1958), USA

### O
- Karola Obermüller (* 1977), D
- Marguerite Olagnier (1844–1906), F
- Jane O’Leary (* 1946), USA/IRL
- Vivienne Olive (* 1950), D
- Betty Olivero (* 1954), ISR
- Pauline Oliveros (1932–2016), USA
- Isabelle Olivier (* 1964), F
- Kumiko Omura (* 1970), J
- Yoko Ono (* 1933), J
- Cornélie van Oosterzee (1863–1943), NL
- Daphne Oram (1925–2003), GB
- Anne-Marie Ørbeck (1911–1996), N
- Cecilie Ore (* 1954), N
- Agnes Elisabeth Overbeck, Pseudonym „Baron Eugen Borisowitsch Onégin“ (1870–1919), D

### P
- Younghi Pagh-Paan (* 1945), ROK
- Maria Panayotova (* 1976), BG
- Isabelle Panneton (* 1955), CDN
- Sabine Panzer (* 1960), A
- Maria Theresia Paradis (1759–1824), A
- Graciela Paraskevaídis (1940–2017), RA
- Hilda Paredes (* 1957), MEX/GB
- Maria Hester Park (1760–1813), GB
- Alla Pavlova (* 1952), RUS
- Dora Pejačević (1885–1923), HR
- Barbara Pentland (1912–2000), CDN
- Francesca Perissinotto (* 1959), F
- Julia Perry (1924–1979), USA
- Elena Petrová (1929–2002), CSSR
- Mrs Philarmonica, Pseudonym, 17./18. Jahrhundert GB?
- Jane Pickering (17. Jh.), GB
- Andreia Pinto Correia (* 1971), PT
- Schanna Plijewa (1948–2023), GE
- Agathe Plitt (1831–1902), D
- Armande de Polignac, (1876–1962), F
- Sibylle Pomorin (* 1956), D
- Jocelyn Pook (* 1960), GB
- Ruth Poritzky (1902–1942), D
- Rachel Portman (* 1960), GB
- Elizabeth Poston (1905–1987), GB
- Natalja Prawossudowitsch (1899–1988), RUS
- Ida Presti (1924–1967), F
- Wilhelmine von Preußen (1709–1758), D
- Florence Price (1887–1953), USA
- Maria Teresa Prieto (1896–1982), Mexiko
- Violaine Prince (* 1958), F
- Teresa Procaccini (* 1934), I
- Gwendolyn Przyjazna (* 2004), USA
- Marta Ptaszyńska (* 1943), PL
- Loïsa Puget (1810–1889), F

### Q
- Susan „Suzi“ Kay Quatro (* 1950), USA

### R
- Erika Radermacher (* 1936), CH
- Éliane Radigue (* 1932), F
- Priaulx Rainier (1903–1986), ZA/GB
- Teresa Rampazzi (1914–2001), I
- Shulamit Ran (* 1949), IL
- Weronika Ratusińska-Zamuszko (* 1977), PL
- Karin Rehnqvist (* 1957), S
- Juliane Reichardt, geb. Benda (1752–1783), D, Schwester von Maria Carolina Benda, verheiratete Wolff
- Louise Reichardt (1779–1826), D, Tochter von Juliane Reichardt
- Ellen Reid (* 1983), USA
- Caroline Reinagle (1818–1892), GB
- Henriette Renié (1875–1956), F
- Catharina van Rennes (1858–1940), NL
- Michèle Reverdy (* 1943), F
- Marga Richter (1926–2020), USA
- Sylvia Rickard (* 1937), CDN
- Sigrid Riegebauer (* 1961), A
- Teresa Clotilde del Riego (1876–1968), GB
- Diana Ringo (* 1992), Fi
- Nadezha Nikolayevna Rimskaya-Korsakova (1848–1919), RUS
- Shoshana Riseman (* 1948), ISR
- Lolita Ritmanis (* 1962), USA
- Trude Rittmann (1908–2005), CH
- Julie Rivé-King (1854–1937), USA
- Mary Rodgers (1931–2014), USA
- Maria Rodrigo (1888–1967), E
- Marguerite Roesgen-Champion (1894–1976)
- Clara Kathleen Rogers (1844–1931), USA
- Lucia Ronchetti (* 1963), I
- Ann Ronell (1906/08–1993), USA
- Amanda Röntgen-Maier (1853–1894), S
- Clotilde Rosa (1930–2017), PT
- Katharina Rosenberger (* 1971), CH
- Camilla de Rossi († um 1710), I
- Jeanine Rueff (1922–1999), F

### S
- Kaija Saariaho (1952–2023), FIN
- Martha von Sabinin (1831–1892), RUS
- Micheline Coulombe Saint-Marcoux (1938–1985), CDN
- Matilde Salvador i Segarra (1918–2007), E
- Olga Samaroff (1880–1948), USA
- Alice Samter (1908–2004), D
- Rhian Samuel (* 1944), GB
- Elsa Olivieri Sangiacomo (1894–1996), I
- Rebecca Saunders (* 1967), GB
- Anna von Schaden (1763–1834), D
- Delphine von Schauroth (1813–1887), D
- Magdalene Schauß-Flake (1921–2008), D
- Philippine Schick (1893–1970), D
- Eva Maria Schieffer (1971), D
- Dodo Schielein (* 1968), D
- Iris ter Schiphorst (* 1956), D
- Charlotte Schlesinger (1909–1976), D
- Elise von Schlick (1792–1855), A
- Annette Schlünz (* 1964), D/F
- Ann-Helena Schlüter (* um 1975) D
- Mia Schmidt (* 1952), D
- Else Schmitz-Gohr (1901–1987), D
- Maria Schneider (* 1960), USA
- Ilse Schönfelder (* 1951), DDR
- Ruth Schönthal (1924–2006), D/USA
- Eva Schorr (1927–2016), D
- Marianne Schroeder (* 1945), CH
- Corona Schröter (1751–1802), D
- Clara Schumann (1819–1896), D
- Maria Schüppel (1923–2011), DDR/D
- Margarete Schweikert (1887–1957), D
- Chris Seidler (* 1960), D
- Charlotte Seither (* 1965), D
- Johanna Senfter (1879–1961), D
- Meike Senker (* 1990), D
- Arma Senkrah (1864–1900), USA
- Françoise-Charlotte de Senneterre Ménétou (1649–1745), Frankreich
- Walentina Wassiljewna Serowa (1846–1924), RUS
- Claudia Sessa (um 1570 – um 1618), I
- Elnaz Seyedi (* 1982), IRI
- Caroline Shaw (* 1982), USA
- Verdina Shlonsky (1905–1990), ISR
- Alice Mary Smith (1839–1884), GB
- Ethel Smyth (1858–1944), GB
- Sarah Kirkland Snider (* 1973), USA
- Charlotte Sohy (1887–1955), F
- Silvia Sommer (* 1944), A
- Brunhilde Sonntag (1936–2002), D
- Margarete Sorg-Rose (* 1960), D
- Isabel Soveral (* 1961), PT
- Mira J. Spektor (1928–2021), USA
- Marianne Steffen-Wittek (* 1952), D
- Lisa Streich (* 1985), S
- Nannette Streicher (1769–1833), D
- Marianne Stresow (1856–1918), D
- Barbara Strozzi (1619–1677), I
- Anna von Stubenberg (1821–1912), A
- Edeltraud Studer (* 1948), D
- Margaret Ada Sutherland (1897–1984), AUS
- Natela Swanidse (1926–2017), GEO
- Kay Swift (1897–1993), USA
- Iris Szeghy (* 1956), SK/CH
- Jagoda Szmytka (* 1982), PL
- Maria Szymanowska (1789–1831), PL

### T
- Dobrinka Tabakova (* 1980), BG
- Katarzyna Taborowska-Kaszuba (* 1974), PL
- Germaine Tailleferre (1892–1983), F
- Louise Talma (1906–1996), F
- Karen Tanaka (* 1961), J
- Kumi Tanioka (* 1974), J
- Phyllis Tate (Margaret Duncan) (1911–1987), GB
- Erna Tauro (1916–1993), S
- Alice Tegnér (1864–1943), S
- Hope Temple (1859–1938), IRL
- Nicola Termöhlen (* 1979), D
- Tina Ternes (* 1969), D
- Alicia Terzian (* 1934), Argentinien
- Kerstin Thieme (1909–2001), D
- Anna Thorvaldsdottir (* 1977), Island
- Joan Tower (* 1938), USA
- Joan Trimble (1915–2000), IRL
- Gajane Tschebotarjan (1918–1998), AM
- Geghuni Tschittschjan (* 1929), AM
- Calliope Tsoupaki (* 1963), GR
- Stefanija Turkewytsch (1998-1977), UA
- Tu Wen-Hui (* 1964), RC
- Eta Tyrmand (1917–2008), BY
- Agnes Tyrrell (1846–1883), CZ
- Athanasia Tzanou (* 1971), GR

### U
- Ludmila Ulehla (1923–2009), USA
- Catherine Murphy Urner (1891–1942), USA
- Alicia Urreta (1933–1987), Mexiko
- Irma Urteaga (1929–2022), Argentinien
- Galina Ustwolskaja (1919–2006), RUS

### V
- Asja Valčić (* 1967), HR
- Annette Vande Gorne (* 1946), B
- Nancy Van de Vate (1930–2023), USA
- Judit Varga (* 1979), H
- Lucie Vellère (1896–1966), B
- Alice Verne-Bredt (1868–1958), GB
- Yuliya Lazarevna Veysberg (1880–1942), RUS
- Pauline Viardot-García (1821–1910), F
- Alba Rosa Viëtor (1889–1979), I/USA
- Jane Vieu (1871–1955), F
- Mari Vihmand (* 1967), EST/D
- María Cecilia Villanueva (* 1964), RA
- Berthe di Vito-Delvaux (1915–2005), B
- Lucrezia Orsina Vizzana (1590–1662), I
- Slava Vorlova (1894–1973), CZ
- Antje Vowinckel (* 1964), D

### W
- Hedda Wagner (1876–1950), A
- Joelle Wallach (* 1946), USA
- Errollyn Wallen (* 1958), GB
- Tekla Griebel Wandall (1866–1940), DK
- Yaping Wang (* 20. Jhr.), CN
- Ming Wang (* 1962), TW
- Mathilde Wantenaar (* 1993), NL
- Elinor Remick Warren (1900–1991), USA
- Thérèse Wartel (1814–1865), F
- Ute Wassermann (* 1960), D
- Julie Weber von Webenau (1813–1887), A/D
- Vilma von Webenau (1875–1953), A/D
- Katharina Weber (* 1958), CH
- Anna Weesner (* 1965), USA
- Vally Weigl (1889–1982), USA
- Josephine Weinlich (1848–1887), A
- Judith Weir (* 1954), GB
- Rosy Wertheim (1888–1949), NL
- Sophia Maria Westenholz (1759–1838), D
- Hildegard Westerkamp (* 1946), Kanada
- Maude Valérie White (1855–1937), GB
- Caroline Wichern (1836–1906), D
- Wilhelmine von Bayreuth (1709–1758), D
- Grace Williams (1906–1977), GB
- Mary Lou Williams (1910–1981), USA
- Kathrine Windfeld (* 1984, DK)
- Jessica Grace Wing (1971–2003), USA
- Anmari Mëtsa Yabi Wili (* 1963), CH/NL/FR
- Helena Winkelman (* 1974), CH/NL
- Stevie Wishart (* 1959), GB
- Ayanna Witter-Johnson (* 1985), GB
- Magret Wolf (* 1960), D
- Erna Woll (1917–2005), D
- Amy Woodforde-Finden (1860–1919), GB
- Barbara Woof (* 1958), AUS
- Joanna Wozny (* 1973), PL
- Caroline Wuiet (1766–1835), F
- Sinta Wullur (* 1958), RI/NL
- Mary Wurm (1860–1938), GB
- Tadhé Geisler Wyganowski (1913–1989), PL
- Ruth Shaw Wylie (1916–1989), USA

### X/Y
- Xiao Shuxian (1905–1991), CN
- Yasuko Yamaguchi (* 1969), J
- Yang Jing (* 1963), CH/CN

### Z
- Pamela Z (* 1956), USA
- Judith Lang Zaimont (* 1945), USA
- Arlene Zallman (1934–2006), USA
- Scharmien Zandi (* 1987), A
- Cynthia Zaven (* 1970), RL
- Ruth Zechlin (1926–2007), D
- Isidora Zegers (1803–1869), E
- Khadija Zeynalova (* 1975), AZ/D
- Lidia Zielińska (* 1953), PL
- Grete von Zieritz (1899–2001), A/D
- Marilyn Ziffrin (1926–2018), USA
- Agnes Zimmermann (1847–1925), D/GB
- Elly Zimmermann (1894–1920), deutsche Lehrerin
- Margrit Zimmermann (1927–2020), CH
- Emilie Zumsteeg (1796–1857), D
- Ellen Taaffe Zwilich (* 1939), USA
- Rosanna Zünd (* 1993), CH

- Sylwia Zytynska (* 1963), PL